# Botryosphaeria cocoicola
Botryosphaeria cocoicola är en svampart som först beskrevs av Sivan., och fick sitt nu gällande namn av K.D. Hyde & P.F. Cannon 1999. Botryosphaeria cocoicola ingår i släktet Botryosphaeria och familjen Botryosphaeriaceae.   Inga underarter finns listade i Catalogue of Life.